# Badminton nos Jogos Sul-Americanos de 2010
As competições de badminton nos Jogos Sul-Americanos de 2010 ocorreram entre 19 e 24 de março na Plaza Mayor, em Medellín. Seis eventos foram disputados.

## Calendário
| Março     | 17 | 18 | 19 | 20 | 21 | 22 | 23 | 24 | 25 | 26 | 27 | 28 | 29 | 30 | T |
| --------- | -- | -- | -- | -- | -- | -- | -- | -- | -- | -- | -- | -- | -- | -- | - |
| Badminton |    |    |    | 1  |    |    |    | 5  |    |    |    |    |    |    | 6 |

## Medalhistas
Masculino
| Evento  | Ouro                                                         | Prata                               | Bronze |
| Simples | Daniel Paiola BRA Brasil                                     | Hugo Arthuso BRA Brasil             | Antonio de Vinatea Estrada PER Peru Andrés Corpancho Fort PER Peru                                                   |
| Duplas  | Antonio de Vinatea Estrada Rodrigo Pacheco Carrillo PER Peru | Daniel Paiola Alex Tjong BRA Brasil | Sebastián Terán Alcivar Santiago Zambrano Solano ECU Equador Andrés Corpancho Fort Bruno Monteverde Guillén PER Peru |

Feminino
| Evento  | Ouro                                                        | Prata                                                      | Bronze |
| Simples | Claudia Rivero Modenesi PER Peru                            | Christina Aicardi Cagigao PER Peru                         | Yasmin Cury BRA Brasil Paula Pereira BRA Brasil                                                                    |
| Duplas  | Katherine Winder Cochella Claudia Zornoza Roca-Rey PER Peru | Christina Aicardi Cagigao Claudia Rivero Modenesi PER Peru | Ting Ting Cecilia Chou Hu Natalia Villegas Norambuena CHI Chile Edith Loza Capote Denisse Mera Santana ECU Equador |

Misto
| Evento  | Ouro | Prata                                                                                                   | Bronze                                                                                     |
| Duplas  | Rodrigo Pacheco Carrillo Claudia Rivero Modenesi PER Peru | Yasmin Cury Alex Tjong BRA Brasil                                                                       | Crystal Leefmans Mitchel Wongsodikromo SUR Suriname Hugo Arthuso Marina Eliezer BRA Brasil |
| Equipes | Christina Aicardi Cagigao Andrés Corpancho Fort Antonio de Vinatea Estrada Bruno Monteverde Guillén Rodrigo Pacheco Carrillo Claudia Rivero Modenesi Katherine Winder Cochella Claudia Zornoza Roca-Rey PER Peru | Hugo Arthuso Yasmin Cury Marina Eliezer Daniel Paiola Paula Pereira Fabiana Silva Alex Tjong BRA Brasil | Crystal Leefmans Quennie Pawirosemito Virgil Soeroredjo Mitchel Wongsodikromo SUR Suriname |

## Quadro de medalhas
| Ordem | País     | Medalha de ouro | Medalha de prata | Medalha de bronze | Total |
| ----- | -------- | --------------- | ---------------- | ----------------- | ----- |
| 1     | Peru     | 5               | 2                | 3                 | 10    |
| 2     | Brasil   | 1               | 4                | 3                 | 8     |
| 3     | Equador  |                 |                  | 2                 | 2     |
| 3     | Suriname |                 |                  | 2                 | 2     |
| 5     | Chile    |                 |                  | 1                 | 1     |
| TOTAL | TOTAL    | 6               | 6                | 11                | 23    |